# Salim Cissé
Salim Cissé (Conakry, 24 dicembre 1992) è un calciatore guineano, attaccante dell'Alcains.

## Biografia
Ha vissuto in un'epoca storica per la Guinea in cui c'erano vari problemi politici, così fugge in Italia, giungendo in un centro d'accoglienza di Roma e lasciando la famiglia in patria. È musulmano.

## Caratteristiche tecniche
È un attaccante veloce e freddo sotto porta. è abile con entrambi i piedi e sovente fornisce assist ai compagni.

## Carriera

### Club
Cissé viene notato da un dirigente del Borgo Massimina, società capitolina di Prima Categoria, mentre assisteva agli allenamenti della squadra, e così viene invitato per un provino. Tesserato dalla società, di lì a poco viene segnalato a Francesco Anzalone, dirigente dell'Atletico Arezzo, squadra di Serie D, che gli fa peraltro imparare la lingua italiana; Anzalone gli fa anche da tutore. Il calciatore è extracomunitario, ma viene comunque tesserato perché rifugiato politico. In poco tempo diventa un titolare della squadra aretina, chiudendo la stagione 2011-2012 con 27 presenze e 13 realizzazioni, mettendosi in evidenza.
Mentre militava nell'Arezzo ha fatto parte anche della Rappresentativa Serie D, con cui ha preso parte al Torneo di Viareggio; qui gioca da titolare le tre partite del girone eliminatorio, partendo invece dalla panchina negli incontri degli ottavi e dei quarti di finale.
Il 5 luglio 2012 ha firmato un contratto triennale, il primo da professionista, con la società portoghese dell'Académica, squadra della Primeira Liga a cui passa a titolo gratuito.
Debutta con la maglia dell'Académica l'11 agosto seguente, nella finale di Supercoppa persa per 1-0 contro il Porto, giocando titolare. Il 20 agosto esordisce invece in campionato, nel 3-3 esterno contro il Beira Mar. Un mese dopo, il 20 settembre, debutta nelle competizioni internazionali per club disputando la partita di Europa League persa per 3-1 in casa del Viktoria Plzeň. Il 4 ottobre seguente segna la sua prima rete in gare internazionali nella partita fra Académica e Hapoel Tel Aviv (1-1).

### Nazionale
Il 5 febbraio 2013 esordisce con la Nazionale guineana nell'amichevole pareggiata per 1-1 contro il Senegal.

## Statistiche

### Presenze e reti nei club
Statistiche aggiornate al 10 maggio 2017.
| Stagione          | Squadra            | Campionato        | Campionato | Campionato | Coppe nazionali | Coppe nazionali | Coppe nazionali | Coppe continentali | Coppe continentali | Coppe continentali | Altre coppe | Altre coppe | Altre coppe | Totale | Totale |
| Stagione          | Squadra            | Comp              | Pres       | Reti       | Comp            | Pres            | Reti            | Comp               | Pres               | Reti               | Comp        | Pres        | Reti        | Pres   | Reti   |
| ----------------- | ------------------ | ----------------- | ---------- | ---------- | --------------- | --------------- | --------------- | ------------------ | ------------------ | ------------------ | ----------- | ----------- | ----------- | ------ | ------ |
| 2011-2012         | Atletico Arezzo    | D                 | 27         | 13         | CI-D            | 0               | 0               | -                  | -                  | -                  | -           | -           | -           | 27     | 13     |
| 2012-2013         | Académica          | PL                | 24         | 6          | TdP+TdL         | 4+5             | 1+0             | UEL                | 6                  | 2                  | SP          | 1           | 0           | 40     | 9      |
| 2013-gen. 2014    | Sporting Lisbona B | SL                | 9          | 0          | -               | -               | -               | -                  | -                  | -                  | -           | -           | -           | 9      | 0      |
| gen.-giu. 2014    | Arouca             | PL                | 9          | 4          | -               | -               | -               | -                  | -                  | -                  | -           | -           | -           | 9      | 4      |
| 2014-gen. 2015    | Sporting Lisbona B | SL                | 16         | 3          | -               | -               | -               | -                  | -                  | -                  | -           | -           | -           | 16     | 3      |
| gen.-giu. 2015    | Académica          | PL                | 9          | 0          | TdL             | 0               | 0               | -                  | -                  | -                  | -           | -           | -           | 9      | 0      |
| Totale Académica  | Totale Académica   | Totale Académica  | 33         | 6          |                 | 9               | 1               |                    | 6                  | 2                  |             | 1           | 0           | 49     | 9      |
| 2015-gen. 2016    | Sporting Lisbona B | SL                | 9          | 0          | -               | -               | -               | -                  | -                  | -                  | -           | -           | -           | 9      | 0      |
| Totale Sporting B | Totale Sporting B  | Totale Sporting B | 34         | 3          |                 | -               | -               |                    | -                  | -                  |             | -           | -           | 34     | 3      |
| gen.-giu. 2016    | Vitória Setúbal    | PL                | 9          | 2          | -               | -               | -               | -                  | -                  | -                  | -           | -           | -           | 9      | 2      |
| 2016-2017         | Olhanense          | SL                | 33         | 5          | TdP             | 3               | 1               | -                  | -                  | -                  | -           | -           | -           | 36     | 6      |
| Totale carriera   | Totale carriera    | Totale carriera   | 145        | 32         |                 | 12              | 2               |                    | 6                  | 2                  |             | 1           | 0           | 164    | 36     |